# Xã Clifton, Quận Wilson, Kansas
Xã Clifton (tiếng Anh: Clifton Township) là một xã thuộc quận Wilson, tiểu bang Kansas, Hoa Kỳ. Năm 2010, dân số của xã này là 364 người.